# Liste des journalistes du Canard enchaîné

Cet article donne la liste de journalistes du Canard enchaîné, un hebdomadaire de presse satirique, fondé le 10 septembre 1915 par Jeanne et Maurice Maréchal, aidés par le journaliste et dessinateur Henri-Paul Deyvaux-Gassier. 

## Journalistes duCanard enchaîné
Le Canard enchaîné a été essentiellement écrit et pensé par des hommes et pour un lectorat principalement masculin. Jean Egen décrit les journalistes de l'hebdomadaire dans Messieurs du Canard, ouvrage qui reste une référence. 
En 1991, le sociologue Patrick Champagne décrit ainsi les journalistes de Canard : « L’esprit Canard était fait de non-conformisme, d’antiparisianisme, de pacifisme, d’anticléricalisme et d’antimilitarisme, bref d’un anarchisme encore présent aujourd’hui chez certains rédacteurs ».   
Jérôme Canard est le pseudonyme collectif pour de nombreux articles du journal. 
Louise Colvert est son pendant féminin et le professeur Canardeau est le nom générique de spécialistes dans les questions scientifiques et environnementales.
| Prénom         | Nom                  | Année d'entrée | Année de sortie | Notes |
| -------------- | -------------------- | -------------- | --------------- | --- |
| Jean           | Abramovici           | 1970           |                 | Alias Jean Avran, Jean Garchoy. |
| Albert         | Algoud               |                |                 | |
| Claude         | Angeli               | 1971           |                 | Entré en 1971, il en est le rédacteur en chef pendant trente ans jusqu’en 2012, puis il continue d'écrire sur la politique étrangère dans l’hebdomadaire. |
| Yvan           | Audouard             | 1944           |                 | Il travaille près d'un demi-siècle au Canard. Il y assure la rubrique théâtrale, la rubrique littéraire, puis rédige des articles sur la télévision avec La Boîte aux images.                                                                                                  |
| Marine         | Babonneau            | 2021           |                 | |
| Roland         | Bacri                | 1956           | 1999            | Humoriste pied-noir, surnommé « Roro de Bab-el-Oued » et « le petit poète », il quitte le Canard à l'âge de 73 ans. |
| Isabelle       | Barré                | 2006           |                 | A quitté Le Point pour Le Canard enchaîné. Avec Hervé Liffran, (et Christophe Nobili) elle est à l'origine, en janvier 2017, de l'affaire Fillon. |
| Nicolas        | Beau                 |                | 2007            | A quitté Le Canard enchaîné fin novembre 2007 pour devenir rédacteur en chef de Bakchich. |
| Pierre         | Bénard               | 1923           | 1946            | Il entre au Canard en 1923 et en devient rédacteur en chef en 1936 jusqu'à sa mort en 1946. |
| Odile          | Benyahia-Kouider     | 2015           |                 | |
| Henri          | Béraud               | 1917           |                 | |
| Charles        | Bernard              |                |                 | |
| Tristan        | Bernard              | 1917           |                 | |
| Max            | Bonnefous de Caminel | 1961           |                 | |
| Alexandre      | Breffort             | 1934           |                 | |
| Nicolas        | Brimo                | 1971           |                 | |
| Rodolphe       | Bringer              | 1916           | 1935            | |
| René           | Buzelin              | 1917           | 1918            | |
| Igor           | Capel                |                |                 | |
| Sylvie         | Caster               | 1983           | 1996            | Entrée au Canard en 1983, elle y tient une chronique pendant 13 ans. Elle reçoit pour celle-ci le prix Mumm en 1994. |
| Sorj           | Chalandon            | 2009           |                 | |
| Bernard        | Chapuis              |                |                 | |
| Pierre         | Châtelain-Tailhade   | 1931           |                 | Alias Valentine de Coin-Coin, Clément Ledoux, Jérôme Gauthier |
| Jean           | Clémentin            |                |                 | Alias Jean Manan. |
| André          | Dahl                 | 1917           | 1918            | |
| Henri          | Deligny              |                |                 | |
| Henri-Paul     | Deyvaux-Gassier      | 1915           | 1919            | Il fonde le Canard en 1915 avec Maurice Maréchal. Il le quitte en 1919 pour collaborer avec Eugène Merlo au Merle blanc et à l'hebdomadaire Floréal. |
| Robert         | Dieudonné            |                |                 | Alias Emma Riguidi |
| Roland         | Dorgelès             | 1917           |                 | A été élu président de l'Académie Goncourt |
| Mike           | Dunbar               |                |                 | |
| Dominique      | Durand               | 1972           | 2006            | Alias Jeanne Lacane. A travaillé pour le journal jusqu'en 2006, l'année de son décès. |
| Jean           | Egen                 |                |                 | Collaborateur éphémère du journal. |
| Érik           | Emptaz               | 1978           |                 | |
| Robert         | Escarpit             |                |                 | |
| Luc            | Étienne              | 1957           | 1984            | Il tient au Canard enchaîné la rubrique Sur l'Album de la Comtesse où il restera jusqu'en 1984, année de son décès. |
| René           | Fallet               | 1952           |                 | A reçu le prix du roman populiste, le prix Interallié et le prix Scarron |
| Roger          | Fressoz              | 1952           | 1992            | Roger Fressoz, alias André Ribaud, entre au journal en 1952, il est nommé rédacteur en chef adjoint en 1964, rédacteur en chef en 1967 puis directeur du Canard enchaîné de 1970 à 1992.                                                                                       |
| Gilbert        | Flores               |                |                 | |
| David          | Fontaine             | 1999           |                 | Paris IV (agrégation de philosophie) ; École Normale Supérieure (1988-1996) |
| Georges        | Fouchardière         | 1916           |                 | Il a créé le personnage Alfred Bicard dit « Le Bouif » puis rejoint le journal Le Merle blanc en 1920. Il revient ensuite au Canard et est renvoyé en 1934. |
| Michel         | Gaillard             |                |                 | Directeur du journal |
| Jean           | Galtier-Boissière    |                |                 | Il collabore avec le Canard enchaîné. En désaccord avec l'influence des communistes dans ce journal, il le quitte durant la guerre d'Espagne. |
| Lauriane       | Gaud                 |                |                 | |
| Alain          | Grandremy            |                |                 | |
| Yves           | Grosrichard          | 1935           |                 | |
| Jean-Paul      | Grousset             |                |                 | Est ancien journaliste du Canard enchaîné et un spécialiste de cinéma. |
| Alain          | Guédé                | 1982           |                 | |
| André          | Guérin (Drégerin)    |                |                 | |
| Didier         | Hassoux              | 2006           |                 | |
| Raymond        | Hincker              |                |                 | Alias Pierre Detif. |
| Louis-Marie    | Horeau               | 1979           |                 | |
| Dominique      | Jaillet              |                |                 | |
| Henri          | Jeanson              |                | 1937            | |
| Gérard         | Jovené               |                |                 | |
| Christophe     | Labbé                | 2017           |                 | |
| Jean-Paul      | Lacroix              | 1947           |                 | |
| Jacques        | Lamalle              | 1970           |                 | |
| Pierre         | Laroche              |                |                 | |
| Morvan         | Lebesque             | 1952           | 1970            | Meurt d'une crise cardiaque en juillet 1970 à l'âge de 59 ans. |
| Paul           | Leclerc              |                |                 | |
| René           | Lefèvre              |                |                 | Il entre au Canard enchaîné pendant la guerre d'Algérie. |
| Patrice        | Lestrohan            | 1990           |                 | |
| Hervé          | Liffran              | 1989           |                 | En juillet 1979, il a fait partie des fondateurs du Comité d’urgence anti-répression homosexuelle (CUARH). Avec Isabelle Barré, et Christophe Nobili il est à l'origine de l'affaire Fillon                                                                                    |
| Gabriel        | Macé                 | 1947           |                 | |
| Maurice        | Maréchal             | 1915           | 1940            | Le 4 septembre 1915, il fonde avec le journaliste et dessinateur Henri-Paul Deyvaux-Gassier le Canard enchaîné. |
| Georges        | Marion               | 1978           |                 | |
| Joël           | Martin               |                |                 | |
| Hervé          | Martin               |                |                 | |
| Georges-Armand | Masson               |                |                 | |
| Anne-Sophie    | Mercier              | 2013           |                 | |
| Christophe     | Nobili               |                |                 | Avec Isabelle Barré et Hervé Liffran, il est à l'origine, en janvier 2017, de l'affaire fillon, délégué syndical SNJ-CGT, délégué du personnel, depuis 2022 |
| Frédéric       | Pagès                | 1985           |                 | |
| Claude         | Paillat              |                |                 | |
| Gaston         | Pawlowski            | 1916           |                 | |
| Pierre         | Péan                 |                |                 | |
| Christian      | Plume                |                |                 | |
| Jean-Luc       | Porquet              | 1994           |                 | |
| Ernest         | Raynaud              | 1947           | 1969            | Alias R. Tréno. |
| Serge          | Richard              |                |                 | |
| Jules          | Rivet                | 1916           |                 | |
| Claude         | Roire                | 1976           |                 | |
| André          | Rollin               | 1980           |                 | |
| Brigitte       | Rossigneux           |                |                 | |
| André          | Rougeot              |                | 1998            | |
| Jean-Pierre    | Rey                  |                |                 | |
| Roger          | Salardenne           |                |                 | |
| André          | Sauger               |                |                 | |
| Robert         | Scipion              |                |                 | |
| Pierre         | Scize                | 1924           | 1933            | Joseph Piot de son vrai nom est congédié de l’hebdomadaire satirique parce qu'il a accepté de recevoir la Légion d'honneur, alors qu'il l'avait lui même brocardé à plusieurs reprises.                                                                                        |
| Roger          | Semet                |                |                 | |
| Dominique      | Simonnot             | 2006           | 2020            | Elle quitte le Canard en octobre 2020 pour devenir Contrôleur général des lieux de privation de liberté. |
| Victor         | Snell                |                |                 | Premier rédacteur en chef du Canard enchaîné de 1916 à 1931. |
| Philippe       | Tesson               | 1970           | 1983            | |
| Jean-Michel    | Thénard              |                |                 | Rédacteur en chef adjoint du Canard enchaîné |
| Bernard        | Thomas               | 1974           |                 | Fidèle du Masque et la Plume sur France Inter, il assurait au Canard les chroniques sur le théâtre et la télévision. |
| Claude-Marie   | Vadrot               |                |                 | |
| Patrice        | Vautier              | 1970           | 2003            | Il commence au Canard comme secrétaire de rédaction, puis assure les critiques de cinéma, enfin il s'occupe de la chronique « Couac » où il défend « le faible et l'opprimé face à l'arbitraire et aux inepties du pouvoir ».                                                  |
| Paul           | Vaillant-Couturier   | 1917           |                 | |
| Jean-Yves      | Viollier             | 1996           | 2012            | Il travaille pendant 20 ans comme rédacteur en chef technique à L'Équipe, avant de rejoindre le Canard enchaîné qu'il quitte en 2012. En 2013, il publie Un délicieux canard laquais, roman satirique où il s'interroge sur l'indépendance de la presse vis-à-vis du pouvoir,. |
| Géo            | Friley               | 1916           |                 | Alias Whip. |

May Picqueray a été la correctrice du Canard durant plus de vingt ans.

## Documentaire
Le documentaire Aux quatre coin-coins du Canard, diffusé en 1987, présente l'histoire du Canard et ses principaux collaborateurs à travers des portraits.